# Гласник права
Гласник права је научни часопис из области права и сродних друштвених наука који излази од 1980. године.

## О часопису
Гласник права објављује научне и стручне чланке из области права и сродних друштвених наука, изабране одлуке из домаће и стране судске, управне и арбитражне праксе и њихове коментаре, законске прописе и коментаре, осврте и приказе научних и стручних књига, изабране радове студената основних, мастер и докторских студија, као и остале прилоге из правног и друштвеног живота.

### Историјат
Гласник права је настављач излажења часописа Гласник Правног факултета у Крагујевцу, који је основан 1979. године (ISSN 0351-2207). Часопис излази штампаном облику од 1980. године, са прекидом у излажењу од 1998—2015. године. Гласник права излази у електронском облику од 2010. године. Гласник права је уређен у складу са Актом о уређивању научних часописа Министарства за науку и технолошки развој Републике Србије од 09.07.2009. године.

### Периодичност излажења
Два пута годишње у штампаном и електронском облику.

## Уредници
Досадашњи главни и одговорни уредници су били: 
- др Миленко Јовановић
- др Живомир Ђорђевић
- др Тодор Подгорац
- др Ненад Ђурђевић
- др Емилија Станковић
- др Славко Ђорђевић.

## Аутори прилога
Еминентни стрyчњаци

## Теме
- Законски прописи
- Управне и арбитражне праксе
- Медицинско право и медицинска етика
- Право индустријске својине
- Економска политика и финансије

## Електронски облик часописа
Од 2010. године Гласник права излази у електронском облику у отвореном је приступу, што значи да је целокупан садржај слободно доступан без накнаде свим корисницима. Корисницима је дозвољено да читају, преузимају, копирају, размењују или линкују пун текст чланака у овом часопису без претходног тражења посебне дозволе